# Telnice (ort i Tjeckien, Ústí nad Labem)
Telnice är en ort i Tjeckien.   Den ligger i regionen Ústí nad Labem, i den nordvästra delen av landet, 80 km norr om huvudstaden Prag. Telnice ligger 364 meter över havet och antalet invånare är 593.
Terrängen runt Telnice är kuperad österut, men västerut är den platt. Runt Telnice är det mycket tätbefolkat, med 1 018 invånare per kvadratkilometer. Närmaste större samhälle är Ústí nad Labem, 8,9 km sydost om Telnice. Runt Telnice är det i huvudsak tätbebyggt.